# 시가라미촌
시가라미촌(柵村)은 나가노현 가미미노치군에 있던 촌이다. 현재의 나가노시에 해당한다.

## 역사
- 1889년 4월 1일 - 정촌제 시행에 의해 2촌의 구역을 확장해 성립하였다.
- 1957년 8월 1일 - 도가쿠시촌과 합병해 새로운 도가쿠시촌이 성립하여, 동일 시가라미촌은 폐지되었다.

## 참고문헌
- 角川日本地名大辞典 20 長野県